# Palác Branických (Bělostok)
Palác Branických (polsky: Pałac Branickich) je palác či zámeček v polském městě Bělostok (Białystok). Na místě starší budovy ho v první polovině 18. století vybudoval člen šlechtického rodu Branických Jan Klemens Branicki, bohatý hejtman Polsko-litevské unie. Reprezentativnost stavby odpovídala jeho ambici stát se polským králem a měla být protiváhou nádhery Wilanowského paláce. Celý palácový komplex byl přestavěn v rokokovém slohu, podle francouzského vzoru, proto se mu také přezdívalo Polské Versailles (Versailles de la Pologne) nebo Versailles v Podlesí (Versailles de la Podlachie).

## Dějiny
Architektem původní renesanční stavby pro rod Raczkowiczů byl v 16. století Hiob Bretfus, barokní přestavbu v letech 1691–1697 řídil Tylman Gamerski. Od roku 1728 měl rozsáhlou rokokovou přestavbu paláce, která mu dala jeho dnešní tvář, na starost Johann Sigmund Deybel, který postupoval dle pokynů Branického a jeho manželky Izabelly Poniatowské. Stavba byla rozšířena a doplněna tympanony a kupolemi na věžích. Deybel je také autorem hlavního průčelí. Stávající pavilony a hospodářské budovy byly podle francouzského vzoru sloučeny s hlavní budovou (corps de logis) a vytvořily křídla obklopující podkovovitý dvůr - čestné nádvoří (cour d'honneur), které bylo uzavřeno branou postavenou v roce 1758 Janem Henrykem Klemmem. Po Deybelově smrti, v letech 1750–1771, vedl přestavbu paláce Jakub Fontana, autor zámeckého vestibulu, rokokových interiérů a schodiště se sochami Jana Chrysostoma Redlera. Plot mezi prvním (avant cour) a čestným nádvořím byl v roce 1757 ozdoben dalšími dvěma Redlerovými sochami - Herkules bojujícím s drakem a Herkules bojující s hydrou. Na výzdobě interiérů se podíleli umělci jako Szymon Czechowicz, Ludwik Marteau, Augustyn Mirys, Jean-Baptiste Pillement, malíři fresek Georg Wilhelm Neunhertz a Antoni Herliczka a štukatéři Samuel Contesse a Antoni Vogt.
Druhá polovina 18. století byla nejslavnější érou paláce. Z umělců, kteří tam tehdy vystoupili, lze jmenovat básníky Franciszka Karpińského a Ignacy Krasického. Ke slavným hostům pak patřili August II. Silný, August III. Polský, Stanislav II. August Poniatowski, Josef II., Pavel I. Ruský nebo Ludvík XVIII. Po třetím dělením Polska připadl palác Pruskému království, po roce 1807 Ruskému impériu. V létě 1920 byl krátce sídlem Prozatímního polského revolučního výboru (Tymczasowy Komitet Rewolucyjny Polski), který se pokoušel připojit Polsko k Sovětskému svazu. Během druhé světové války zde byl německý lazaret, roku 1944 byl palác zasažen německým bombardováním a pobořen přibližně ze 70 %. Po válce byl ale obnoven, rekonstrukce skončila roku 1960. Od té doby v paláci sídlí Lékařská univerzita v Bělostoku, která ho vlastní od roku 1950, což je i rok jejího založení. Univerzita nicméně dělá v paláci i prohlídky pro turisty. V areálu lze též navštívit galerii a muzeum lékařství a lékárnictví. Rekonstrukce zahrady z evropských dotací z roku 2019 ji vrátila její původní, barokní podobu z 18. století.